# Amir Sadollah
Amir Sadollah (em persa: امیر سعدالله) (Nova Iorque, 27 de agosto de 1980) é um lutador americano de MMA. Ele foi o vencedor do reality show da Spike TV o The Ultimate Fighter 7.

## Cartel no MMA
| Res.    | Cartel | Oponente          | Método                       | Evento                                    | Data       | Round | Tempo | Local                      | Notas                            |
| ------- | ------ | ----------------- | ---------------------------- | ----------------------------------------- | ---------- | ----- | ----- | -------------------------- | -------------------------------- |
| Derrota | 6-5    | Yoshihiro Akiyama | Decisão (unânime)            | UFC Fight Night: Hunt vs. Nelson          | 20/09/2014 | 3     | 5:00  | Saitama                    |                                  |
| Derrota | 6-4    | Dan Hardy         | Decisão (unânime)            | UFC on Fuel TV: Struve vs. Miocic         | 29/09/2012 | 3     | 5:00  | Nottingham                 |                                  |
| Vitória | 6-3    | Jorge Lopez       | Decisão (dividida)           | UFC on Fuel TV: Korean Zombie vs. Poirier | 15/05/2012 | 3     | 5:00  | Fairfax, Virginia          |                                  |
| Derrota | 5-3    | Duane Ludwig      | Decisão (unânime)            | UFC Live: Hardy vs. Lytle                 | 14/08/2011 | 3     | 5:00  | Milwaukee, Wisconsin       |                                  |
| Vitória | 5-2    | DaMarques Johnson | Finalização (socos)          | UFC Fight Night: Nogueira vs. Davis       | 26/03/2011 | 2     | 2:37  | Seattle, Washington        |                                  |
| Vitória | 4-2    | Peter Sobotta     | Decisão (unânime)            | UFC 122: Marquardt vs. Okami              | 13/11/2010 | 3     | 5:00  | Oberhausen                 |                                  |
| Derrota | 3-2    | Dong Hyun Kim     | Decisão (unânime)            | UFC 114: Rampage vs. Evans                | 29/05/2010 | 3     | 5:00  | Las Vegas, Nevada          |                                  |
| Vitória | 3–1    | Brad Blackburn    | Decisão (unânime)            | UFC Fight Night: Maynard vs. Diaz         | 22/01/2010 | 3     | 5:00  | Fairfax, Virginia          |                                  |
| Vitória | 2–1    | Phil Baroni       | Decisão (unânime)            | UFC 106: Ortiz vs. Griffin 2              | 21/11/2009 | 3     | 5:00  | Las Vegas, Nevada          |                                  |
| Derrota | 1–1    | Johny Hendricks   | Nocaute Técnico (socos)      | UFC 101: Declaration                      | 08/08/2009 | 1     | 0:29  | Philadelphia, Pennsylvania | Estréia nos Meio Médios.         |
| Vitória | 1–0    | C.B. Dollaway     | Finalização (chave de braço) | The Ultimate Fighter 7 Finale             | 21/06/2008 | 1     | 3:02  | Las Vegas, Nevada          | Ganhou o The Ultimate Fighter 7. |